# فرانسوا جيم انطوان سمعان
فرانسوا جيم انطوان سمعان (بالفرنسية: François Antoine Simon)‏ (و. 1843 – 1923 م) هو سياسي من هايتي ولد في ليس كايس.